# برقة (رام الله)
برقة هي بلدة تابعة لمحافظة رام الله والبيرة ، تقع شرق رام الله في شمال فلسطين. بحسب الجهاز المركزي للإحصاء الفلسطيني، بلغ عدد سكان البلدة 2047 نسمة في تعداد عام 2017.

## موقعها
تقع القرية على بعد 5 كيلومتر (3.1 mi) (أفقيا) شرق رام الله. يحدها من الشرق والشمال دير دبوان، ومن الشمال بيتين، ومن الغرب البيرة، ومن الجنوب مخماس وكفر عقب.

## تاريخها
في عام 1596، ظهرت القرية في سجلات الضرائب العثمانية باعتبارها يقع في ناحية القدس التابعة للواء القدس. كان عدد سكانها 28 أسرة مسلمة. دفع القرويون معدل ضريبة ثابت قدره 33.3٪ على المنتجات الزراعية المختلفة، بما في ذلك القمح والشعير والزيتون وأشجار الفاكهة والماعز بإجمالي 4940 آقجة.
في عام 1838 أشار إدوارد روبنسون إلى أنها قرية إسلامية، تقع في المنطقة الواقعة مباشرة شمال القدس، حيث رآها "على قمة التل". في عام 1863 اكتشف فيكتور جورين أنها تحتوي على حوالي ثلاثين منزلاً. كما تم ملاحظة ضريح إسلامي مخصص للشيخ يوسف.
أظهرت قائمة القرى العثمانية التي يعود تاريخها إلى حوالي عام 1870 أن عدد سكان القرية بلغ 152 نسمة، بإجمالي 31 منزلاً، على الرغم من أن تعداد السكان شمل الرجال فقط. في عام 1883، وصف مسح مؤسسة أبحاث فلسطين لغرب فلسطين قرية برقة بأنها "قرية كبيرة الحجم تقع على تلة مرتفعة، مع نبع في الوادي إلى الجنوب" في عام 1896 قُدِّر عدد سكانها حوالي 270 شخصًا.

### الانتداب البريطاني على فلسطين
في تعداد فلسطين عام 1922، الذي أجرته سلطات الانتداب البريطاني، بلغ عدد سكان برقة 268 نسمة، جميعهم مسلمون، وارتفع في تعداد عام 1931 إلى 320 نسمة، جميعهم مسلمون أيضًا، في 66 منزلًا.
في إحصاءات عام 1945 بلغ عدد السكان 380 نسمة جميعهم مسلمو،ن بينما بلغت المساحة الإجمالية للأراضي 6001 دونم وذلك حسب مسح رسمي للأراضي والسكان. من هذه المساحة، تم تخصيص 1297 دونمًا للمزارع والأراضي المروية، و2460 دونمًا للحبوب، بينما تم تصنيف 22 دونمًا كمناطق مبنية.

### الحكم الأردني
في أعقاب نكبة عام 1948، وبعد اتفاقيات الهدنة عام 1949، أصبحت برقة تحت الحكم الأردني. وجد تعداد السكان الأردني لعام 1961 أن عدد السكان بلغ 582 نسمة.

### 1967 وما بعدها
منذ حرب الأيام الستة عام 1967، كانت القرية تحت الاحتلال الإسرائيلي. بعد اتفاقيات عام 1995، تم تعريف 8.5% من أراضي القرية على أنها أراضي المنطقة ب، بينما تم تعريف 91.5% المتبقية على أنها أراضي المنطقة ج. كما صادرت إسرائيل أراضي من برقة لبناء مستوطنة كوخاف يعقوب الإسرائيلية.
كانت البؤرة الاستيطانية "ميغرون" تقع شرقي برقة، على أراض مسجلة على أنها مملوكة ملكية خاصة لسكان برقة ودير دبوان. في عام 2012 تم إخلاء سكانها ومنذ ذلك الحين أصبحت المنطقة مهجورة.
تتعرض القرية في كثير من الأحيان لمضايقات من قبل المستوطنين والتي تشمل الغزوات المسلحة للقرية والهجمات على السكان وحرق السيارات والمنازل، وتدمير المحاصيل والثروة الحيوانية.  في أغسطس 2023، قُتل أحد سكان القرية على يد مستوطن دخل مع قطيع من الماشية إلى حقل خاص تابع للمقيم المحلي.